# Zosteraeschna ellioti
Espèce
Synonymes
- Aeshna ellioti Kirby, 1896[1]

Statut de conservation UICN

 LC  : Préoccupation mineure
Zosteraeschna ellioti est une espèce de libellules de la famille des Aeshnidae (sous-ordre des Anisoptères, ordre des Odonates).

## Systématique
L'espèce Zosteraeschna ellioti a été initialement décrite en 1896 par William Forsell Kirby sous le protonyme d’Aeshna ellioti.

## Habitat et répartition
L'espèce Zoseraeschna ellioti est présente en République Démocratique du Congo, en Tanzanie, au Kenya, en Ouganda, au Rwanda et en Éthiopie.
C'est une espèce vivant principalement dans les ruisseaux et les bassins forestiers des montagnes d'Afrique de l'Est entre 800 et 3 800 mètres d'altitude, mais surtout entre 1 100 et 2 100 mètres.

## Menaces
Les principales menaces pour cette espèce sont la destruction des forêts et la pollution de l'eau.

## Description
Dans sa description, William Forsell Kirby indique que cette espèce mesure 58 à 60 mm et présente une envergure de 70 à 75 mm.

## Étymologie
Son nom spécifique, ellioti, lui a été donné en l'honneur de Scott Elliot qui l'a capturé en Afrique de l'Est.

## Publication originale
- (en) W. F. Kirby, « On a new dragonfly captured by Mr. Scott Elliot in East Africa », Annals and Magazine of Natural History, Londres, Taylor & Francis, vol. 17,‎ 1896, p. 124-125 (ISSN 0374-5481, OCLC 1481361, lire en ligne).